# Jacques Maumont
Pour les articles homonymes, voir Maumont.
Jacques Maumont, né le 24 septembre 1924 à Paris et mort le 13 avril 2006 à Sarcelles, est un chef-opérateur du son français.

## Biographie
Il a reçu un Oscar pour Le Jour le plus long, et un César pour Providence.

## Filmographie
- 1949 : Jour de fête
- 1951 : Ils étaient cinq
- 1959 : Charlotte et Véronique, ou Tous les garçons s'appellent Patrick
- 1960 : Charlotte et son Jules
- 1960 : À bout de souffle
- 1961 : Léon Morin, prêtre
- 1961 : Une histoire d'eau
- 1962 : Le Jour le plus long
- 1962 : Vivre sa vie (film en douze tableaux)
- 1962 : Cléo de 5 à 7
- 1963 : Les Carabiniers
- 1963 : Kriss Romani
- 1963 : Le Petit Soldat
- 1964 : De l'amour
- 1964 : Une femme mariée
- 1964 : Fantômas
- 1964 : Le Train
- 1964 : Un drôle de caïd
- 1964 : La difficulté d'être infidèle
- 1964 : La Rancune
- 1964 : Aurélia (court métrage)
- 1964 : L'Homme de Rio
- 1966 : Made in USA
- 1966 : Les Créatures
- 1966 : Objectif 500 millions
- 1966 : Tant qu'on a la santé
- 1966 : La Vie de château
- 1967 : Cours du soir
- 1967 : Oncle Yanco
- 1967 : Playtime
- 1967 : L'Une et l'Autre
- 1967 : Les Demoiselles de Rochefort
- 1968 : Astérix et Cléopâtre
- 1968 : La Chamade
- 1969 : L'Inde fantôme
- 1969 : Le Voleur de crimes
- 1969 : Ma nuit chez Maud
- 1969 : Les Gauloises bleues
- 1969 : Clérambard
- 1970 : Cannabis
- 1970 : Domicile conjugal
- 1970 : Hello-Goodbye
- 1970 : Borsalino
- 1971 : La Folie des grandeurs
- 1971 : Un peu de soleil dans l'eau froide
- 1971 : Les Mariés de l'an II
- 1971 : Le Cinéma de papa
- 1972 : État de siège
- 1972 : Un homme est mort
- 1972 : Tintin et le Lac aux requins
- 1972 : Sex-shop
- 1972 : Le Bar de la Fourche
- 1972 : Nous ne vieillirons pas ensemble
- 1972 : L'Œuf
- 1973 : Mais où est donc passée la septième compagnie ?
- 1973 : Le Grand Bazar
- 1973 : George qui ?
- 1973 : Une journée bien remplie ou Neuf meurtres insolites dans une même journée par un seul homme dont ce n'est pas le métier
- 1974 : Le Retour du Grand Blond
- 1974 : La Gifle
- 1974 : Vive la France
- 1974 : Les Seins de glace
- 1974 : O.K. patron
- 1974 : Le Conscrit (De loteling)
- 1975 : On a retrouvé la septième compagnie
- 1975 : Le Sauvage
- 1975 : L'Histoire d'Adèle H.
- 1975 : La Course à l'échalote
- 1975 : Black Moon
- 1975 : Section spéciale
- 1975 : Peur sur la ville
- 1975 : Le Mâle du siècle
- 1976 : Pallieter
- 1976 : Le Corps de mon ennemi
- 1976 : Seven Nights in Japan
- 1976 : D'amour et d'eau fraîche
- 1976 : L'Argent de poche
- 1977 : Un moment d'égarement
- 1977 : Moi, fleur bleue
- 1977 : L'Imprécateur
- 1977 : Le Diable probablement
- 1977 : L'Homme qui aimait les femmes
- 1977 : Drôles de zèbres
- 1977 : Une femme, un jour...
- 1977 : Providence
- 1978 : La Clé sur la porte
- 1978 : La Carapate
- 1978 : Couleur chair
- 1978 : Les Routes du sud
- 1978 : La Chambre verte
- 1978 : Ça fait tilt
- 1978 : Flashing Lights
- 1979 : Les Bronzés font du ski
- 1979 : Don Giovanni
- 1979 : Nous maigrirons ensemble
- 1979 : Je te tiens, tu me tiens par la barbichette
- 1979 : Le Maître-nageur
- 1979 : L'Adolescente
- 1979 : L'Amour en fuite
- 1980 : Le Coup du parapluie
- 1980 : Le Dernier Métro
- 1980 : Sauve qui peut
- 1980 : Loulou
- 1980 : Atlantic City
- 1980 : Brigade mondaine : Vaudou aux Caraïbes
- 1980 : Mon oncle d'Amérique
- 1980 : Tous vedettes
- 1980 : La Femme flic
- 1981 : Hôtel des Amériques
- 1981 : Une affaire d'hommes
- 1981 : La Femme d'à côté
- 1981 : Possession
- 1981 : Rends-moi la clé
- 1981 : Clara et les Chics Types
- 1982 : Les Misérables
- 1982 : Les Quarantièmes rugissants
- 1982 : Tout feu, tout flamme
- 1983 : Garçon !
- 1983 : Vivement dimanche !
- 1983 : L'Argent
- 1983 : L'Africain
- 1983 : Le Ruffian
- 1984 : La Vengeance du serpent à plumes
- 1984 : L'Amour à mort
- 1984 : Les Favoris de la lune
- 1984 : Pinot simple flic
- 1984 : Les Morfalous
- 1984 : Vive les femmes !
- 1984 : Emmanuelle IV
- 1984 : P'tit Con
- 1984 : Canicule
- 1985 : Astérix et la Surprise de César
- 1985 : Babel opéra, ou la répétition de Don Juan de Wolfgang Amadeus Mozart d'André Delvaux
- 1985 : Escalier C
- 1985 : Rouge-gorge
- 1986 : The Secrets of Love de Harry Kümel
- 1986 : Mélo
- 1987 : Het gezin van Paemel
- 1987 : Lévy et Goliath
- 1987 : La vie est belle

## Prix et récompenses
- 1963 : 35e cérémonie des Oscars : meilleurs effets spéciaux (effets sonores) pour Le Jour le plus long (avec Robert MacDonald, effets visuels)
- 1978 : 3e cérémonie des César : meilleur son pour Providence (avec René Magnol)